# Любомир Дачев
Любомир Петров Дачев е български политик, член на Българската комунистическа партия и Българската социалистическа партия.

## Биография
Любомир Дачев е роден на 5 януари 1935 година в София. През 1959 година завършва Машинно-електротехническия институт и до 1974 година работи като конструктор в Института по текстилна промишленост. Същевременно защитава кандидатска дисертация, става старши научен сътрудник и работи в Държавния комитет за наука и технически прогрес и между 1973 и 1986 е негов заместник-председател.
От 1991 до 1992 е първи заместник-председател на комитета по стандартизация, сертификация и метрология. По това време е и доцент в Техническия университет. Между 1995 и 1996 е заместник-министър на образованието, науката и технологиите в кабинета на Жан Виденов, а в периода 1996 – 1997 е министър на промишлеността.
От 2006 година е представител на „Токошукай-София“ ЕООД в Надзорния съвет на Токуда банк.
Носител на ордени „Кирил и Методий“ I степен 1978 г.; „Червено знаме“ 1985 г.; „Заслуги за Полската народна република“ 1985 г.